# Clepsis subjunctana
Clepsis subjunctana es una especie de polilla del género Clepsis, categorizada en la tribu Archipini, de la subfamilia Tortricinae.

## Distribución
Se distribuye por Portugal.

## Taxonomía
Fue descrita por Wollaston en 1858 y publicada en (Tortrix), Ann. Mag. nat. Hist. (3)1: 120.